# Långvägskär
Långvägskär är ett skär i Åland (Finland). Det ligger i Skärgårdshavet och i kommunen Kökar i landskapet Åland, i den sydvästra delen av landet. Ön ligger omkring 67 kilometer öster om Mariehamn och omkring 220 kilometer väster om Helsingfors. Långvägskär ligger 3 meter över havet.
Öns area är 3,2 hektar och dess största längd är 370 meter i öst-västlig riktning. Trakten är glest befolkad. Närmaste större samhälle är Kökar, 9,7 km väster om Långvägskär.